# Nicolas Minne
Nicolas Minne, né le 11 avril 1995 à Melun, est un handballeur français évoluant au poste d'arrière gauche au Frontignan Thau Handball depuis 2023. Son père, Paul, et son frère, Aymeric, sont également handballeur de haut niveau.

## Biographie
Nicolas Minne nait à Melun où son père Paul a évolué avant de porter le maillot du PUC ou de l'UMS Pontault-Combault.
Après que la famille Minne a rejoint Tournefeuille en région Toulousaine, Nicolas commence le handball à l'age de 5 ans au club de la ville puis intègre le centre de formation du Fenix Toulouse Handball a l'age de 17 ans. En 2014, il joue ses premiers matchs avec l'équipe professionnelle de son club formateur, totalisant 10 matchs.
En 2015, il quitte le Fenix pour s'engager avec l'US Créteil où il apparait à 12 reprises. Au terme de la saison, il n'est pas conservé et trouve un point de chute en Proligue (D2) chez le promu du Cavigal Nice Handball. Nicolas s'y révèle enfin avec notamment 113 buts lors de sa deuxième saison, il est aussi le meilleur passeur du club.
À l’été 2019, il change de club et rejoint le Sélestat Alsace Handball. Il en est le meilleur buteur lors de la saison 2020-2021.
Il rejoint en 2021 le club très ambitieux du Bordeaux Bruges Lormont Handball (N1) qui, sous la houlette de Philippe Gardent, a pour objectif d'accéder en Starligue très rapidement.
À la suite de la liquidation judiciaire de Bordeaux Bruges Lormont Handball, Nicolas quitte le club et rejoint Frontignan Thau Handball qui après sa 5e place en ProLigue a pour objectif la montée en Starligue.